# Philippe Arbos
Philippe Arbos o Arbós (Mosset, 30 de juliol del 1882 - 1956) va ser un geògraf nord-català.

## Biografia
Fill de professor, estudià becat al Collège Arago de Perpinyà, amb bons resultats. Pels seus estudis superiors es traslladà a París, on anà al Lycée Louis-le-Grand i hi conegué Raoul Blanchard el 1902. Es matriculà a l'École Normale Supérieure el 1904, i hi coincidí amb Jules Romains. Es presentà a les oposicions de professor d'història i geografia, les guanyà el 1907 i va ser destinat a col·legis de Toló, primer, i Grenoble, després. Llegí la seva tesi doctoral el 1923 i hom el contractà per a la universitat de Clermont-Ferrand; en aquesta població, una escola actual en porta el nom.
La seva tesi doctoral de geografia humana tracta de la vida dels pastors dels Alps francesos. Aquest extens volum esdevingué una autoritat, especialment pel mètode de recerca emprat. Entre el 1930 i el 1950, Arbos va ser un dels grans professors francesos de geografia, i li encarreguen conferències al Brasil i als Estats Units. Passà regularment les vacances a Mosset, on és enterrat.

## Obres
- La vie pastorale dans les Alpes françaises. Etude de géographie humaine Paris: Armand Colin, 1923
- L'Auvergne Paris: Armand Colin, 1932 (amb nombroses reedicions)